# Stradbally (ort i Irland, Munster)
Stradbally (iriska: An tSráidbhaile) är en ort i republiken Irland.   Den ligger i grevskapet Waterford och provinsen Munster, i den södra delen av landet, 160 km sydväst om huvudstaden Dublin. Stradbally ligger 60 meter över havet och antalet invånare är 420.
Terrängen runt Stradbally är platt åt nordost, men åt nordväst är den kuperad. Havet är nära Stradbally åt sydost. Närmaste större samhälle är Dungarvan, 12,2 km väster om Stradbally. 